# 雷尼亚克
雷尼亚克（法語：Reignac，法語發音：[ʁɛɲak]）是法国吉伦特省的一个市镇，属于布莱区。

## 地理
雷尼亚克（45°14'2"N, 0°30'26"W）面积37.43 平方千米，位于法国新阿基坦大区吉倫特省，该省份为法国西南部沿海省份，是法國本土面积最大的省，北起滨海夏朗德省，西临大西洋，南至朗德省，东南接洛特-加龍省，东临多爾多涅省。
与雷尼亚克接壤的市镇（或旧市镇、城区）包括：圣萨万、康皮尼昂、卡尔特莱格、多讷扎克、埃托利耶、圣欧班德布莱、索贡、瓦勒德利韦讷。
雷尼亚克的时区为UTC+01:00、UTC+02:00（夏令时）。

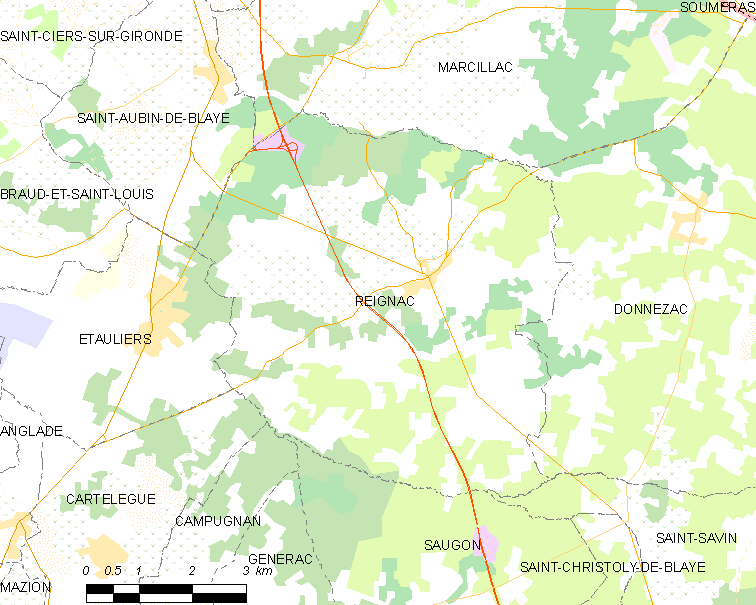
雷尼亚克的OSM定位图

## 行政
雷尼亚克的邮政编码为33860，INSEE市镇编码为33351。

## 政治
雷尼亚克所属的省级选区为河口县。

## 人口

1962-2008年间雷尼亚克人口变化图示

雷尼亚克于2022年1月1日时的人口数量为1626人。